# Adam Thorpe
Adam Thorpe (ur. w 1956 w Paryżu) – brytyjski poeta, dramaturg i pisarz. 
Dzieciństwo i młodość spędził w Indiach, Kamerunie i Wielkiej Brytanii. Studiował na Uniwersytecie Oksfordzkim. W 1979 r. stworzył amatorski teatr, z którym wyruszył na tournée po szkołach i małych miejscowościach. Wtedy zainteresował się historią mało znanych miejsc. Mieszka wraz z rodziną we Francji.

## Twórczość

### Poezja
- Mornings in the Baltic (debiut poetycki - 1988)
- Meeting Montaigne (1990)
- From the Neanderthal (1999)
- Nine Lessons From the Dark (2003)

### Proza
- Ulverton (1992 - wyd. polskie: 1999)
- Still (1995)
- Pieces of Light (1998)
- Shifts (zbiór opowiadań - 2000)
- Nineteen Twenty-One (2001)
- No Telling (2003)
- The Rules of Perspective (2005)
- Is This The Way You Said? (zbiór opowiadań - 2006)

### Słuchowiska radiowe i sceniczne
- The Fen Story (1991)
- Couch Grass and Ribbon (1996)
- Offa's Daughter (1993)
- An Envied Place (2002)

## Nagrody i odznaczenia
- 1985 - Eric Gregory Award
- 1988 - Whitbread Poetry Award
- 1992 - Winifred Holtby Memorial Prize (za „Ulverton”)